# معجون (طعام)
المعجون هي حلوى تقليدية منشؤها المغرب ومصر، وتتشابه في هيئتها مع كرات المعجنات أو قطع الفدج أو المربى.
تُحضَّر هذه الحلوى عادةً من مكونات مثل العسل والمكسرات والفواكه المجففة، وغالبًا ما تُعدّ على هيئة مادة صالحة للأكل تحتوي على القنب، وأحيانًا تُخلط مع مواد مخدّرة أخرى.
```
وصف تقرير صدر عام 1957 طبق المعجون أنه يحتوي على القنّب، 
والأفيون
، وبذور 
الداتورة
.
[
3
]
```